# Ibrahima Sory Bangoura (calciatore 2004)
Ibrahima Sory Bangoura (Conakry, 5 gennaio 2004) è un calciatore guineano, centrocampista del Genk.

## Caratteristiche tecniche
Di ruolo centrocampista, è forte fisicamente e ha caratteristiche difensive.

## Carriera

### Club
Ha iniziato a giocare a calcio nella Johnson Académie Sport, per poi passare al Genk il 31 maggio del 2022. Assegnato allo Jong Genk, ha debuttato in Challenger Pro League il 19 agosto nell'incontro perso 3-2 contro il Deinze ed ha segnato il suo primo gol la stagione successiva, il 23 settembre 2023 contro l'Ostenda.
Il 24 aprile 2024 ha debuttato in prima squadra nella partita persa 4-0 contro il Club Bruges.

### Nazionale
Nel marzo 2025 viene convocato per la prima volta dalla Guinea.

## Statistiche

### Presenze e reti nei club
Statistiche aggiornate al 8 febbraio 2025.
| Stagione        | Squadra         | Campionato      | Campionato | Campionato | Coppe nazionali | Coppe nazionali | Coppe nazionali | Coppe continentali | Coppe continentali | Coppe continentali | Altre coppe | Altre coppe | Altre coppe | Totale | Totale | Totale |
| Stagione        | Squadra         | Comp            | Pres       | Reti       | Comp            | Pres            | Reti            | Comp               | Pres               | Reti               | Comp        | Pres        | Reti        | Pres   | Reti   |        |
| --------------- | --------------- | --------------- | ---------- | ---------- | --------------- | --------------- | --------------- | ------------------ | ------------------ | ------------------ | ----------- | ----------- | ----------- | ------ | ------ | ------ |
| 2022-2023       | Jong Genk       | CPL             | 22         | 0          | -               | -               | -               | -                  | -                  | -                  | -           | -           | -           | 22     | 0      |        |
| 2023-2024       | Jong Genk       | CPL             | 25         | 2          | -               | -               | -               | -                  | -                  | -                  | -           | -           | -           | 25     | 2      |        |
| 2023-2024       | Genk            | D1              | 3          | 0          | CB              | 0               | 0               | UCL+UEL+UECL       | 0                  | 0                  | -           | -           | -           | 3      | 0      |        |
| 2024-2025       | Genk            | D1              | 22         | 0          | CB              | 5               | 0               | -                  | -                  | -                  | -           | -           | -           | 27     | 0      |        |
| Totale carriera | Totale carriera | Totale carriera | 72         | 2          |                 | 5               | 0               |                    | 0                  | 0                  |             | -           | -           | 77     | 2      |        |